# Klemi Saban
Rahamim „Klemi” Saban (n. 17 februarie 1980, în Netanya) este un fost jucător de fotbal israelian care a activat pe postul de fundaș dreapta. A evoluat la mai multe cluburi din țara sa natală precum Macabi Netania și Macabi Haifa. Klemi a fost și un jucător de echipă națională jucând în unele meciuri ale echipei Israelului. Între 2006 și 2007 a activat la echipa Steaua București.